# Tarek Zeghidi
Tarek Zeghidi (en arabe : طارق زغيدي) est un footballeur algérien né le 12 novembre 1985 à El M'Ghair. Il évoluait au poste de défenseur central.

## Biographie
Tarek Zeghidi évolue en première division algérienne avec les clubs du MSP Batna et du MC El Eulma. Il dispute un total de 102 matchs en première division, inscrivant six buts.
Il participe à la Ligue des champions d'Afrique en 2015 avec l'équipe d'Eulma. Il joue quatre matchs dans cette compétition.